# Stephen Collins
Stephen Weaver Collins, född 1 oktober 1947 i Des Moines i Iowa, är en amerikansk skådespelare. Han är bland annat känd för att spela rollen som Eric Camden ifrån TV-serien Sjunde himlen. Han har även regisserat tre avsnitt av serien.

## Biografi
Collins gifte sig med Faye Grant den 21 april 1985, och de har ett barn. Paret skilde sig 2015.
Den 7 oktober 2014 kom det fram att Collins utreddes för att förgripit sig på tre stycken minderåriga flickor. I en bandupptagning tillsammans med sin fru Faye Grant, som han då låg i skilsmässa med, hörs han erkänna att han ofredat tre stycken flickor, 11, 12 och 13 år gamla. Som en följd av uppgifterna fick han sparken från filmen Ted 2 och lämnade Screen Actors Guild. I ett uttalande i december 2014 i tidningen People erkände Collins övergreppen som pågått mellan 1973 och 1994.

## Filmografi i urval
- Alla presidentens män (1976)
- Brink's: The Great Robbery (1976)
- The Rhineman Exchange (1977)
- Om sanningen ska fram (1977)
- Fedora (1978)
- Star Trek - The Motion Picture (1979)
- The Promise (1979)
- Kärleksbytet (1980)
- Summer Solstice (1981)
- Guldapans hemlighet (1982)
- Tales of the Gold Monkey - Season 1 (1982)
- Det tredje riket (1982)
- Chiefs (1983)
- Tre är en för mycket (1984)
- Den mörka spegeln (1984)
- Brewsters miljoner (1985)
- På farlig mark (1986)
- Håll drömmen levande (1986)
- Jumpin Jack Flash (1986)
- Den andra Mrs. Greenville (1987)
- Weekend War (1988)
- Stella - Ensam mor (1990)
- A Woman Named Jackie (1991)
- Ett löfte om hämnd (1992)
- My New Gun (1992)
- Ett löfte om hämnd 2 (1992)
- Barbara Taylor Bradford's "Remember" (1993)
- The Disappearance of Nora (1993)
- Scarlett (1994)
- En mors mardröm (1995)
- Utsatt (1995)
- For Love Alone (1996)
- Före detta fruars klubb (1996)
- På sjunde avenyn (1996)
- An Unexpected Family (1996)
- Sjunde himlen (1996-2007)
- An Unexpected Life (1998)
- Drive Me Crazy (1999)
- 24 timmar (1999)
- The Commission (2003)
- Blood Diamond (2006)
- Tre systrar & en mamma (2007)
- Every Second Counts (2008)
- Penance (2014)

## Teater

### Roller
| År   | Roll          | Produktion                | Regi          | Teater                          |
| ---- | ------------- | ------------------------- | ------------- | ------------------------------- |
| 1975 | Michael Brick | The Ritz Terrence McNally | Robert Drivas | Longacre Theatre, New York, USA |

### Fotnoter
1. ↑  Internet Broadway Database, Internet Broadway Database person-ID: 73579, läst: 9 oktober 2017.[källa från Wikidata]
2. ↑  filmportal.de, Filmportal-ID: 4d7001d0da9b431dab67776f7ec1475d, läst: 9 oktober 2017.[källa från Wikidata]
3. ↑  GeneaStar, GeneaStar person-ID: collinss.[källa från Wikidata]
4. ↑  Internet Movie Database, IMDb-ID: nm0004834co0047972.[källa från Wikidata]
5. ↑  Kvinnan berättar om Collins sexövergrepp
6. ↑  ”Tv-pastorn Stephen Collins erkänner sexövergreppen”. Dagens Nyheter. http://www.dn.se/kultur-noje/tv-pastorn-stephen-collins-erkanner-sexovergrepp/. Läst 18 december 2014.